# L. Onerva
L. Onerva (nacida Hilja Onerva Lehtinen, 28 de abril de 1882, Helsinki - 1 de marzo de 1972 en Helsinki, Finlandia) fue una poeta finlandesa. Onerva también escribió cuentos y novelas, así como críticas y tradujo obras al finés. En sus obras discute a menudo el conflicto entre la libertad y el compromiso dentro de la vida de la mujer. Onerva es recordada por su complicada relación con el poeta Eino Leinoon.